# Svevi di Satu Mare
Gli Svevi di Satu Mare (in tedesco Sathmarer Schwaben) sono un gruppo etnico germanico che risiede nei distretti (Județe) Satu Mare e Maramures in Romania.
Appartengono al gruppo maggiore degli Svevi del Danubio e sono originari della regione della Svevia in Germania.
Arrivarono in Romania nel corso del XVIII secolo.